# IC 1370
IC 1370 — галактика типу 5C () у сузір'ї Водолій.
Цей об'єкт міститься в оригінальній редакції індексного каталогу.